# Peter Ryom
Peter Ryom (Copenhague, Dinamarca, 31 de mayo de 1937) es un musicólogo danés, reconocido internacionalmente por haber sido el creador del catálogo de las obras musicales de Antonio Vivaldi, denominado Ryom Verzeichnis (en alemán, "Catálogo/Índice Ryom"). El número de cada una de las composiciones de este autor siempre va precedido por las letras RV, y la V no significa Vivaldi, sino Verzeichnis.

## Datos biográficos
Ryom pasó sus primeros años de vida en París, donde su padre dirigía una fábrica de cemento. A los 12 años, su familia regresó a Dinamarca. Estudió musicología y francés en la Universidad de Copenhague (donde se tituló en 1967) y posteriormente, con una beca del Estado, elaboró la “pequeña edición” de su catálogo de obras de Vivaldi. En 1977 se doctoró en Copenhague con la tesis Les manuscrits de Vivaldi (Los manuscritos de Vivaldi); en 1978 fue aceptado como miembro del comité científico del Istituto Italiano Antonio Vivaldi (Instituto Italiano Antonio Vivaldi), que publica una nueva edición crítica de las obras de Vivaldi. Entre 1981 y el 2002 trabajó como director de programas y locutor en la programación clásica de la Danmarks Radio. A partir de 1992 fue editor especializado en música de la Store Danske Encyklopædi (publicada entre 1994 y el 2002).
El segundo campo de investigación de Ryom, además de la música de Vivaldi, es la música sacra (católica). En 1958 se convirtió del protestantismo al catolicismo; de 1990 a 1999 fue miembro del Consejo pastoral de la Iglesia católica en Dinamarca.